# Maryvonne Briot
Maryvonne Briot (nascida a 4 de fevereiro de 1959) é uma ex-política francesa do UMP que serviu como membro do Parlamento pelo 2º círculo eleitoral de Haute-Saône de 2002 a 2007.